# Copa do Mundo de Futebol Americano Feminino
A Copa do Mundo de Futebol Americano Feminino é uma competição disputada desde 2010, estando com periodicidade quadrienal desde 2013, cuja organização é feita pela Federação Internacional de Futebol Americano, a IFAF (em inglês: International Federation of American Football).
A seleção dos Estados Unidos detém os quatro títulos deste evento. A última edição deste campeonato foi realizada na Finlândia, que o recebeu pela segunda vez na história, 2013 e 2022.

## Edições
Segue-se, abaixo, o histórico de edições já realizadas desta competição.
| Ano           | Sede      |                | Final     | Final       | Final     |           | Disputa do terceiro lugar | Disputa do terceiro lugar | Disputa do terceiro lugar |
| Ano           | Sede      | Campeão        | Resultado | Vice        | 3º lugar  | Resultado | 4º lugar                  |                           |                           |
| 2010 Detalhes | Suécia    | Estados Unidos | 66–0      | Canadá      | Finlândia | 26–18     | Alemanha                  |                           |                           |
| 2013 Detalhes | Finlândia | Estados Unidos | 64–0      | Canadá      | Finlândia | 20–19     | Alemanha                  |                           |                           |
| 2017 Detalhes | Canadá    | Estados Unidos | 41–16     | Canadá      | México    | 19–8      | Reino Unido               |                           |                           |
| 2022 Detalhes | Finlândia | Estados Unidos | 42-14     | Reino Unido | Finlândia | 19-17     | Canadá                    |                           |                           |

## Desempenho histórico

### Participações por equipe
| Seleção        | 2010 | 2013 | 2017 | 2022 |
| -------------- | ---- | ---- | ---- | ---- |
| Alemanha       | 4º   | 4º   | -    | 6º   |
| Austrália      | -    | -    | 6º   | 7º   |
| Áustria        | 6º   | -    | -    |      |
| Canadá         | 2º   | 2º   | 2º   | 4º   |
| Espanha        | -    | 6º   | -    |      |
| Estados Unidos | 1º   | 1º   | 1º   | 1º   |
| Finlândia      | 3º   | 3º   | 5º   | 3º   |
| México         | -    | -    | 3º   | 5º   |
| Reino Unido    | -    | -    | 4º   | 2º   |
| Suécia         | 5º   | 5º   | -    | 8º   |

### Premiações
| Ordem | País           | Medalha de ouro | Medalha de prata | Medalha de bronze | Total |
| ----- | -------------- | --------------- | ---------------- | ----------------- | ----- |
| 1     | Estados Unidos | 4               | 0                | 0                 | 4     |
| 2     | Canadá         | 0               | 3                | 0                 | 3     |
| 3     | Reino Unido    | 0               | 1                | 0                 | 1     |
| 4     | Finlândia      | 0               | 0                | 3                 | 3     |
| 5     | México         | 0               | 0                | 1                 | 1     |
| Total | Total          | 4               | 4                | 4                 | 12    |